# Ранко
Ранко је српско мушко лично име. Према „Речнику личних имена код Срба” име Ранко је настало од имена Ран(а), или од придјева ран(и). Женска варијанта овог имена је Ранка.
Од имена Ранко изведена су презимена Ранковић и Ранкић.